# التغريب في هونغ كونغ
التغريب في هونغ كونغ بعد حرب الأفيون الأولى في عام 1842 تنازلت الصين عن جزيرة هونغ كونغ إلى بريطانيا بموجب معاهدة نانجينغ. في عام 1898 استأجرت الصين الأراضي المحيطة بجزيرة هونغ كونغ التي شملت الأقاليم الجديدة وشبه جزيرة كولون والجزر النائية من بريطانيا مجانًا لمدة 99 سنة بموجب اتفاقية معاهدة توسعة منطقة هونغ كونغ بعد هزيمة الصين في الحرب اليابانية الصينية الأولى. منحت هذه المعاهدات غير المتكافئة بريطانيا سلطة استعمار هونغ كونغ بأكملها. على الرغم من أن هونغ كونغ قد أعيدت إلى الصين في نهاية المطاف في عام 1997، إلا أن الثقافة البريطانية ظلت واضحة في أسلوب حياة هونغ كونغ في جوانب مختلفة بعد أكثر من 150 عامًا من الحكم البريطاني. في العديد من الجوانب الرئيسية مثل نظام التعليم واللغة والثقافة الغذائية، كانت الثقافة البريطانية متأصلة للغاية خلال فترة الحكم الاستعماري لدرجة أنها أصبحت جزءًا لا يتجزأ من ثقافة هونغ كونغ.
بسبب التاريخ الاستعماري لهونغ كونغ، أصبحت البلد وجهة شهيرة للعمال المغتربين. وفقا للإحصاءات فإن 4.6% من السكان البالغ عددهم 7 ملايين في هونغ كونغ هم من العمال الوافدين. بالإضافة إلى تاريخها الاستعماري تستقطب هونغ كونغ أيضًا عددًا كبيرًا من العمالة الوافدة من الخارج لأنها واحدة من المراكز المالية الرئيسية في العالم مع خيارات توظيف جذابة ومعدلات ضريبية منخفضة وشبكة نقل عام متطورة بالإضافة لأنها بلد ثنائية اللغة. على الرغم من أن المغتربين الآن لديهم خيارات للمراكز المالية الأخرى في آسيا مثل شنغهاي وبكين وسنغافورة، إلا أنه لا يزال الكثيرون يفضلون العمل في هونغ كونغ حيث أن المرتبات في المتوسط أعلى نسبيًا من المراكز المالية الرئيسية الأخرى بينما لا تزال الضرائب منخفضة. نتيجة لذلك تم غربلة هونغ كونغ بشكل مستمر حتى بعد تسليم 1997.

## التعليم الغربي
يعتمد نظام التعليم في هونغ كونغ بشكل أساسي على نموذج التعليم في المملكة المتحدة في فترة الحكم الاستعماري البريطاني. بعد إدخال نظام التعليم الشامل في المملكة المتحدة في الستينيات، اعتمدت هونغ كونغ هذا النظام التعليمي الجديد. في إطار نموذج التعليم الشامل البريطاني يدرس الطلاب في هونغ كونغ ثلاث سنوات من التعليم المتوسط الثانوي، وسنتين من الدراسة الثانوية لفحص شهادة التعليم في هونغ كونغ، وهو ما يعادل الشهادة العامة للتعليم الثانوي في المملكة المتحدة، وسنتين من الدراسة الثانوية لامتحان المستوى المتقدم في كونغ، وثلاث سنوات في التعليم العالي. طوال فترة الاستعمار تم التركيز على مستوى عالٍ من ثنائية اللغة الإنجليزية الصينية في التعليم، مما يعني أن اللغة الإنجليزية كانت موضوعًا إلزاميًا وقابل للتقييم، وهو جزء من المنهج الأساسي لجميع المدارس الابتدائية والثانوية. قبل تسليم 1997 اختار أكثر من 80٪ من المدارس الثانوية في هونغ كونغ اللغة الإنجليزية كوسيلة للتعليم مع معظم الكتب الدراسية والتقييمات بالإنجليزية.
مباشرة بعد تسليم عام 1997 أصدرت إدارة التعليم في هونغ كونغ توجيهات لتشجيع المدارس الثانوية على تحويل وسائل تعليمها إلى اللغة الصينية مما يسمح فقط للمدارس التي يمكنها تلبية المتطلبات المنصوص عليها في التوجيهات لمواصلة استخدام اللغة الإنجليزية كوسيلة للتعليم. منذ تطبيق هذه السياسة عدت مدارس التدريس التي تعتمد اللغة الإنجليزية مدارس قوية أكاديميًا، في حين يُنظر إلى المدارس الصينية كمدارس للتعليم المتوسط، وعلى أنها للطلاب الأقل حظًا.
في مايو 2005 أعلن مكتب التعليم والقوى العاملة عن التحول من نظام التعليم البريطاني الأصلي إلى الهيكل الأكاديمي الجديد، حيث يدس الطلاب الآن 6 سنوات في التعليم الثانوي وأربع سنوات من التعليم العالي. في إطار الهيكل الأكاديمي الجديد تم استبدال كل من امتحان شهادة هونغ كونغ في التعليم وفحص المستوى المتقدم في هونغ كونغ بدبلوم هونغ كونغ الجديد في امتحان التعليم الثانوي، والذي يشبه الآن هيكل التعليم في الولايات المتحدة والصين. على الرغم من التغيير في البنية الأكاديمية، تظل اللغة الإنجليزية موضوعًا إلزاميًا في منهج التعليم في هونغ كونغ.

## لغات هونغ كونغ
لأكثر من قرن من الحكم البريطاني كانت اللغة الإنجليزية هي اللغة المستخدمة في جميع المسائل الرسمية من قبل حكومة هونغ كونغ حتى سن قانون اللغات الرسمية في عام 1974 من قبل الحكومة. ينص المرسوم على أن اللغتين الصينية والإنجليزية هما اللغتان الرسميتان لحكومة هونغ كونغ التي تتمتع بمركز متساوٍ. بالمثل فإن قانون هونغ كونغ الأساسي الذي كان ساريًا في تسليم 1997 يعترف أيضًا باللغتين الصينية والإنجليزية كلغة رسمية للحكومة مع اللغة الكانتونية كلغة صينية رسمية بالإضافة للصينية التقليدية باعتبارها اللغة الصينية الرسمية المكتوبة من خلال المراسلات. بشكل عام تظل اللغة الإنجليزية هي اللغة المفضلة في الأوساط القانونية والتجارية والأكاديمية والمهنية الأخرى حتى الآن. نظرًا للوضع المتساوي لكلتا اللغتين في هونغ كونغ فإن معظم المواقع الإلكترونية الحكومية أو التجارية والتشريعات والوثائق، ومعظم العلامات مثل علامات الشوارع، وعلامات النقل العام أو حتى العلامات التجارية مكتوبة باللغتين الصينية والإنجليزية.

### الإنجليزية والكانتونية
كانت هونغ كونغ غربية إلى حد كبير لدرجة أن اللغة الكانتونية استعارت الكثير من الكلمات من الإنجليزية خلال فترة الاستعمار، ومنذ ذلك الحين تم دمج هذه الكلمات المستعارة كجزء من لغة الكانتونية بأسلوب هونغ كونغ. عدد كبير من الكلمات الكانتونية الشائعة الاستخدام هي في الواقع استعارة صوتية من اللغة الإنجليزية التي تطبق النظام الصوتي الكانتوني لتمثيل النطق الأكثر تشابهًا لتلك الكلمات الإنجليزية.

### الصينية المبسطة الإنجليزية
اللغة الصينية بيجين الإنجليزية (Chinese Pidgin English) هي لغة تم إنشاؤها في أوائل القرن السابع عشر الميلادي من قبل السكان المحليين في منطقة قوانغتشو لتسهيل التجارة بين الصينيين والبريطانيين بعد أن أنشأت بريطانيا موانئ وفق معاهدة بعد انتهاء حرب الأفيون الأولى. يتم تسجيل الصينية بيجين الإنجليزية في دليل التعريف الصيني المسمى تونغ شينغ، بهدف القراء والتعلم.

## مطبخ هونغ كونغ الغربي
كمثال على تحور ثقافة الطعام في هونغ كونغ أنشأت مقاهي هونغ كونغ شا شان تينغ، والتي قامت بتطوير ثقافة تشا تشان تنغ في الخمسينات من القرن الماضي لتلبية احتياجات السكان الذين يزدادون من الغرب، وتطوير أطباق مختلطة تجمع بين المأكولات الغربية ومأكولات هونغ كونغ.